# شتو سوزوکی
شتو سوزوکی (ژاپنی: 鈴木 修人؛ زادهٔ ۳۱ اوت ۱۹۸۵) یک بازیکن فوتبال اهل ژاپن است.
از باشگاه‌هایی که در آن بازی کرده‌است می‌توان به باشگاه فوتبال کاشیما آنتلرز، باشگاه فوتبال شونان بلمار، باشگاه فوتبال توچیگی و باشگاه فوتبال گراونز کیتاکیوشو اشاره کرد.